# Ворота Мінська

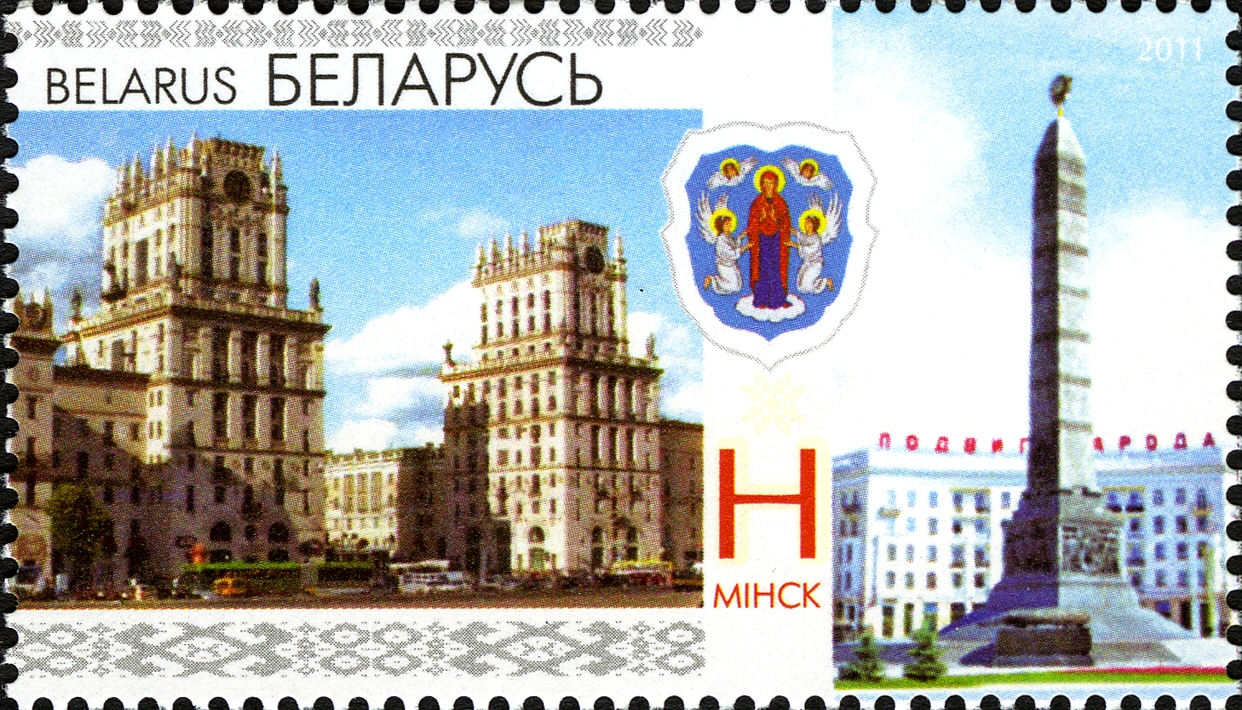
"Ворота Мінська" на поштовій марці Республіки Білорусь

«Ворота Мінська» — архітектурний комплекс на Привокзальній площі в Мінську, що є двома 11-поверховими будівлями-вежами по кутах 5-поверхових будинків, розташованих симетрично щодо поперечної осі площі (будівля вокзалу — вулиця Кірова).

Через те, що ворота стоять навпроти вокзалу і вздовж автомобільної магістралі їх назвали "В'їзною брамою".
Наприкінці 1940-х розгорнулися роботи з реконструкції Привокзальної площі (архітектор Б. Рубаненко), внаслідок яких створено архітектурний ансамбль площі у стилі сталінського ампіру.
На одній будівлі встановлений трофейний німецький годинник, найбільший у Білорусі, з діаметром циферблату 3,5 м, на іншому — литий герб Білоруської РСР. Також вежі прикрашають скульптури партизанки, колгоспниці, інженера та солдата. У 1972-1975 вони, разом з деякими іншими декоративними елементами, демонтовані через знос матеріалу (бетону) та небезпеку обвалення, але у 2004 відновлено та виготовлено з легшого та міцнішого матеріалу (силуміну).
За зауваженням Юрія Градова, академіка архітектури, заслуженого архітектора Білорусі та учня архітектора Бориса Рубаненка, «в'їзна брама» стала незмінним символом Мінська з тієї причини, що автор проекту зумів відчути і підкреслити дуже важливу історичну паралель: вежі Привокзальної площі прийняли і веж старовинного мінського Замчища, які теж були свого часу в'їзними воротами. І ця архітектурна та історична спадкоємність надала їм особливої переконливості та привабливості.